# 湯田中郵便局
湯田中郵便局（ゆだなかゆうびんきょく）は、長野県下高井郡山ノ内町にある郵便局。民営化以前の分類では集配特定郵便局であった。

## 概要
住所：〒381-0499 長野県下高井郡山ノ内町平穏3216

## 沿革
- 1880年（明治13年）4月16日 - 平穏ノ内湯田中（ひらおのうちゆだなか）郵便局（五等）として開設[1]。
- 1885年（明治18年） - 平穏村ノ内湯田中郵便局に改称。同年7月25日より貯金取扱を開始。
- 1886年（明治19年）6月1日 - 平穏村湯田中郵便局に改称。
- 1888年（明治21年）12月12日 - 湯田中郵便局に改称。
- 1893年（明治26年）4月10日 - 為替取扱を開始。
- 1899年（明治32年）10月11日 - 湯田中郵便電信局となる。
- 1903年（明治36年）4月1日 - 通信官署官制の施行に伴い湯田中郵便局となる。
- 1951年（昭和26年）4月1日 - 電気通信業務の取扱を、新設の湯田中電報電話局に移管[2]。
- 1956年（昭和31年）11月1日 - 電話通話および和文電報受付事務の取扱を開始[3]。
- 1962年（昭和37年）10月1日 - 長野電鉄線を経由する鉄道郵便輸送（長野湯田中線）が廃止[4]。専用自動車に転換。
- 1982年（昭和57年）10月25日 - 夜間瀬郵便局から集配業務を移管。
- 2007年（平成19年）10月1日 - 民営化に伴い、併設された郵便事業須坂支店湯田中集配センターに一部業務を移管。
- 2012年（平成24年）10月1日 - 日本郵便株式会社発足に伴い、郵便事業須坂支店湯田中集配センターを湯田中郵便局に統合。

## 取扱内容
- 郵便、印紙、ゆうパック、内容証明
- 貯金、為替、振替、振込、国際送金、国債
- 生命保険、バイク自賠責保険、がん保険、引受条件緩和型医療保険
- ゆうちょ銀行ATM
- 下高井郡山ノ内町内（〒381-04xx地域）の集配業務

## 周辺
- 山ノ内町役場
- 山ノ内町立山ノ内中学校
- 山ノ内町立東小学校
- 湯田中渋温泉郷
  - 湯田中温泉
- 長野県道478号湯田中停車場線
- 夜間瀬川

## アクセス
- 長野電鉄長野線 湯田中駅から東へ200m（徒歩約3分）
- 長電バス 湯田中駅停留所下車
- 上信越自動車道 信州中野ICから東へ約10km
- 駐車場あり：6台